# Örebro försvarsområde

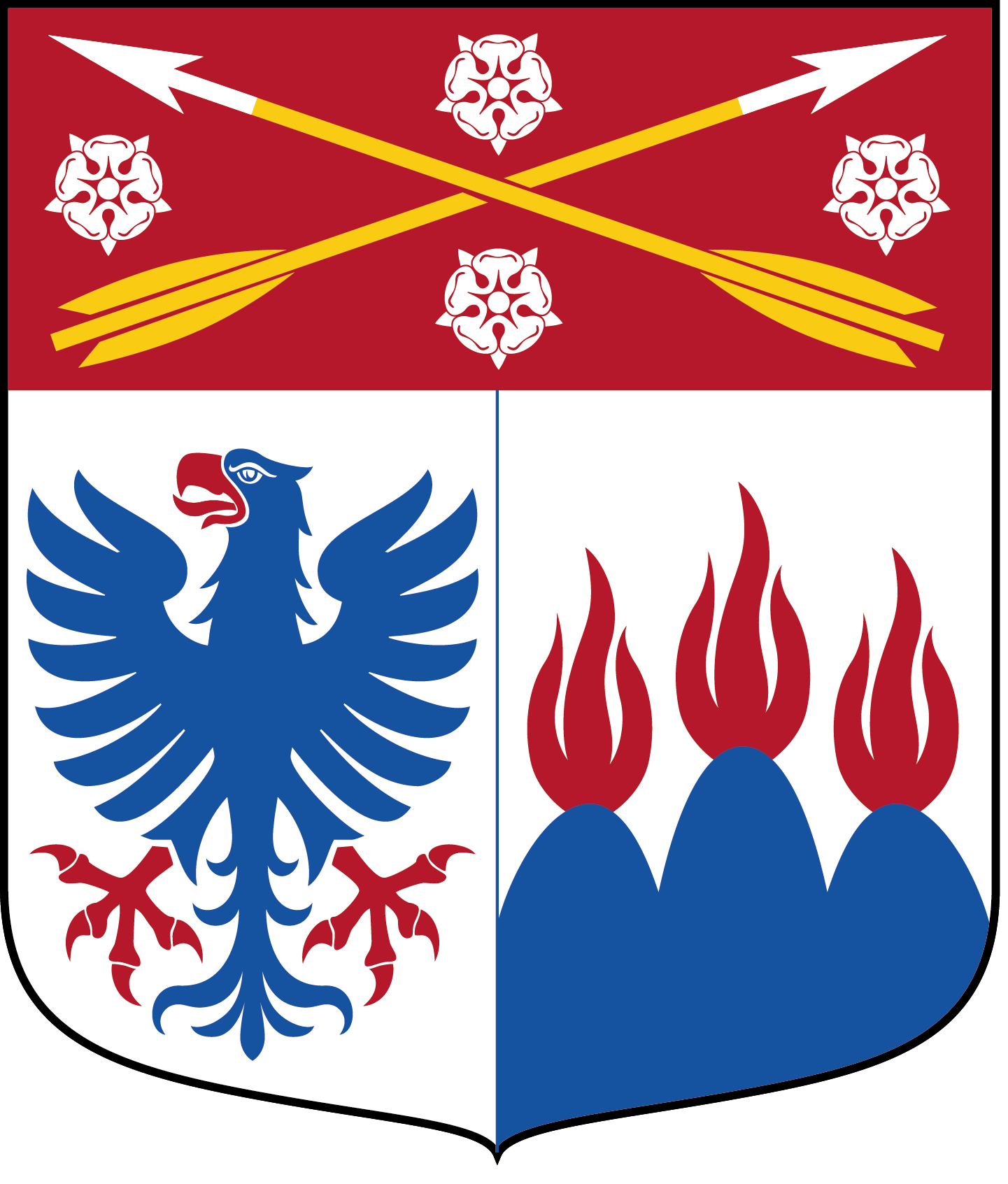
Örebro försvarsområdes vapen åren 1942–1975 (samma som Örebro län).

Örebro försvarsområde (Fo 51) var ett försvarsområde inom svenska armén, som verkade i olika former åren 1942–2000. Försvarsområdesstaben var förlagd i Örebro garnison i Örebro.

## Historik
Örebro försvarsområde bildades den 1 oktober 1942 och var direkt underställd militärbefälhavaren för V. militärområdet. I samband med OLLI-reformen, vilken genomfördes inom försvaret åren 1973–1975, sammanslogs Örebro försvarsområde (Fo 51) med Livregementets grenadjärer (I 3)m vilket från den 1 juli 1975 bildade försvarsområdesregementet I 3/Fo 51. Detta medförde att Livregementets grenadjärer blev ett A-förband (försvarsområdesregemente). Inom Örebro försvarsområde var Livregementets grenadjärer ensamt förband. Inom ett försvarsområde tillfördes A-förbanden det samlade mobiliserings- och materialansvaret, medan B-förband svarade endast som ett utbildningsförband.
Inför försvarsbeslutet 2000 föreslog regeringen i sin propositionen för riksdagen, att den taktiska nivån bör reduceras genom att fördelnings- och försvarsområdesstaber samt marinkommandon och flygkommandon skulle avvecklas. Detta för att utforma ett armétaktiskt, marintaktiskt respektive flygtaktiskt kommando vilka skulle samlokaliseras med operationsledningen. Förslaget innebar att samtliga försvarsområdesstaber skulle avvecklas, vilket inkluderade Örebro försvarsområde. Örebro försvarsområde kom därmed att upplösas och avvecklas den 30 juni 2000. Som stöd till hemvärn och frivilligverksamheten inom före detta Örebro försvarsområde bildades militärdistriktsgruppen Livregementets grenadjärgrupp.

## Verksamhet
Försvarsområdets huvudsakliga uppgift var luftförsvar av Örebro län. År 1960 tillkom två lvakanplutoner m/48. År 1966 tilldelades försvarsområdet 9. luftvärnsbataljonen m/48, vilken utbildades vid Sundsvalls luftvärnsregemente (Lv 5). Efter Lv 5:s avveckling 1982 övertog Göta luftvärnsregemente (Lv 6) utbildningsansvaret för lokalförsvarsluftvärnet. (Utbildningsansvaret för I 3:s två brigader, Livbrigaden (IB 3) och Närkebrigaden (IB 33), åvilade Roslagens luftvärnsregemente (Lv 3).
Den sammanslagning som gjordes av försvarsområdesstaben och regementet sommaren 1975, innebar att regementschefen i egenskap av försvarsområdesbefälhavare, kunde samordna mobiliseringen av brigaderna och fo-förbanden. Vilket ledde till bättre förutsättningar för samordnad krigsplanering inom försvarsområdet.

## Ingående enheter
Nedan visar ett urval vilka typförband försvarsområdet kunde mobilisera åren 1949–1973. Försvarsområdesförbanden utgjordes av personal ur de äldre åldersklasserna och som utgått ur fältförbanden, det vill säga ålderklasserna 33-40 år.
| 1949 - 2x luftvärnsdivision - 1x luftbevakningsbataljon - 2x cykelskyttebataljon | 1969 - 1x luftvärnsdivision - 1x luftvärnsbataljon - 4x cykelskyttebataljon | 1973 - 2x lokalförsvarsluftvärnsbataljon - 1x luftvärnsbataljon - 3x cykelskyttebataljon - 1x etappbataljon |

## Förläggningar och övningsplatser
När försvarsområdet bildades förlades staben till Järntorgsgatan 6 i Örebro. Från den 1 juli 1945 förlades staben till den fastighet på Olaigatan 21, som tidigare utgjort stabs- och expeditionsbyggnad åt Livregementets husarer (1862–1904) och Livregementets grenadjärer (1904–1945). Försvarsområdesstaben lämnade fastigheten sommaren 1975, detta i samband med att staben sammanslogs med regementet. Fastigheten i sig övertogs av Redovisningsavdelning Bergslagen. Från 1975 hade försvarsområdet sin stab vid Fanjunkarevägen vid Livregementets grenadjärer, där man verkade fram till att staben avvecklades. År 1992 var det tänkt att staben skulle flyttas till den före detta sjukhusbyggnaden, dock blev det aldrig av. 

## Förbandschefer
Förbandschefen titulerades försvarsområdesbefälhavare och fick i samband med OLLI-reformen tjänstegraden överste 1. graden.

- 1942–1949: Överste Ivar af Sillén
- 1949–1953: Överste Gösta Mårtenson
- 1953–1957: Överste Erik Rune
- 1957–1966: Överste Georg von Döbeln
- 1966–1972: Överste John Alstermark
- 1972–1975: Överste Hjalmar Mårtenson
- 1975–1977: Överste 1. graden Åke Hultin
- 1977–1983: Överste 1. graden John Petersson
- 1983–1992: Överste 1. graden Einar Lyth
- 1992–1998: Överste Hans Hacksell
- 1998–2000: Överste Christer Svensson

## Namn, beteckning och förläggningsort
| Örebro försvarsområde | 1942-10-01 | – | 2000-06-30 |

| Fo 51 | 1942-10-01 | – | 2000-06-30 |

| Örebro garnison (F) | 1942-10-01 | – | 2000-06-30 |

## Galleri

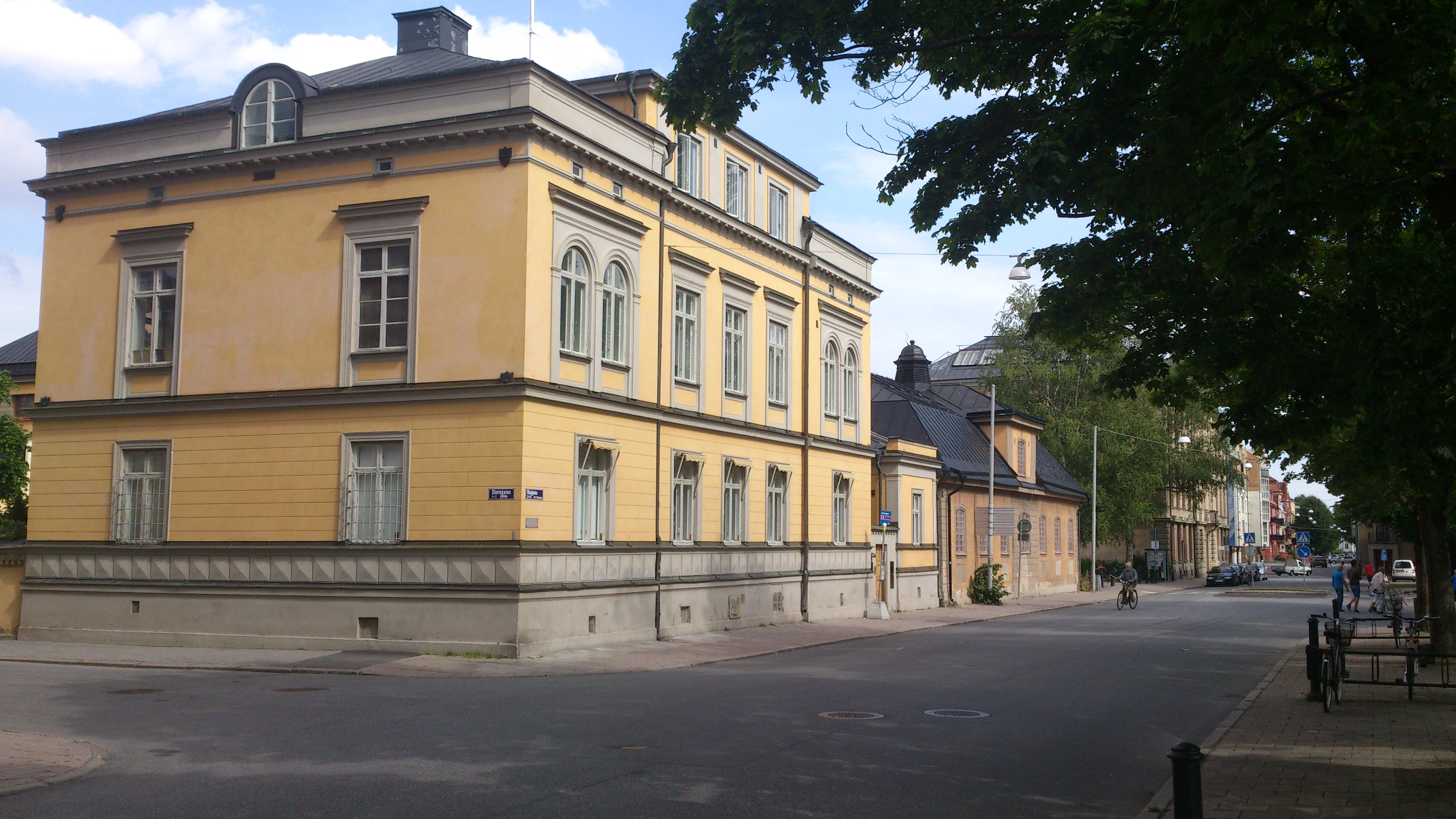
Vy över framsidan av försvarsområdesstabens före detta stabsbyggnad på Olaigatan 21 i Örebro.
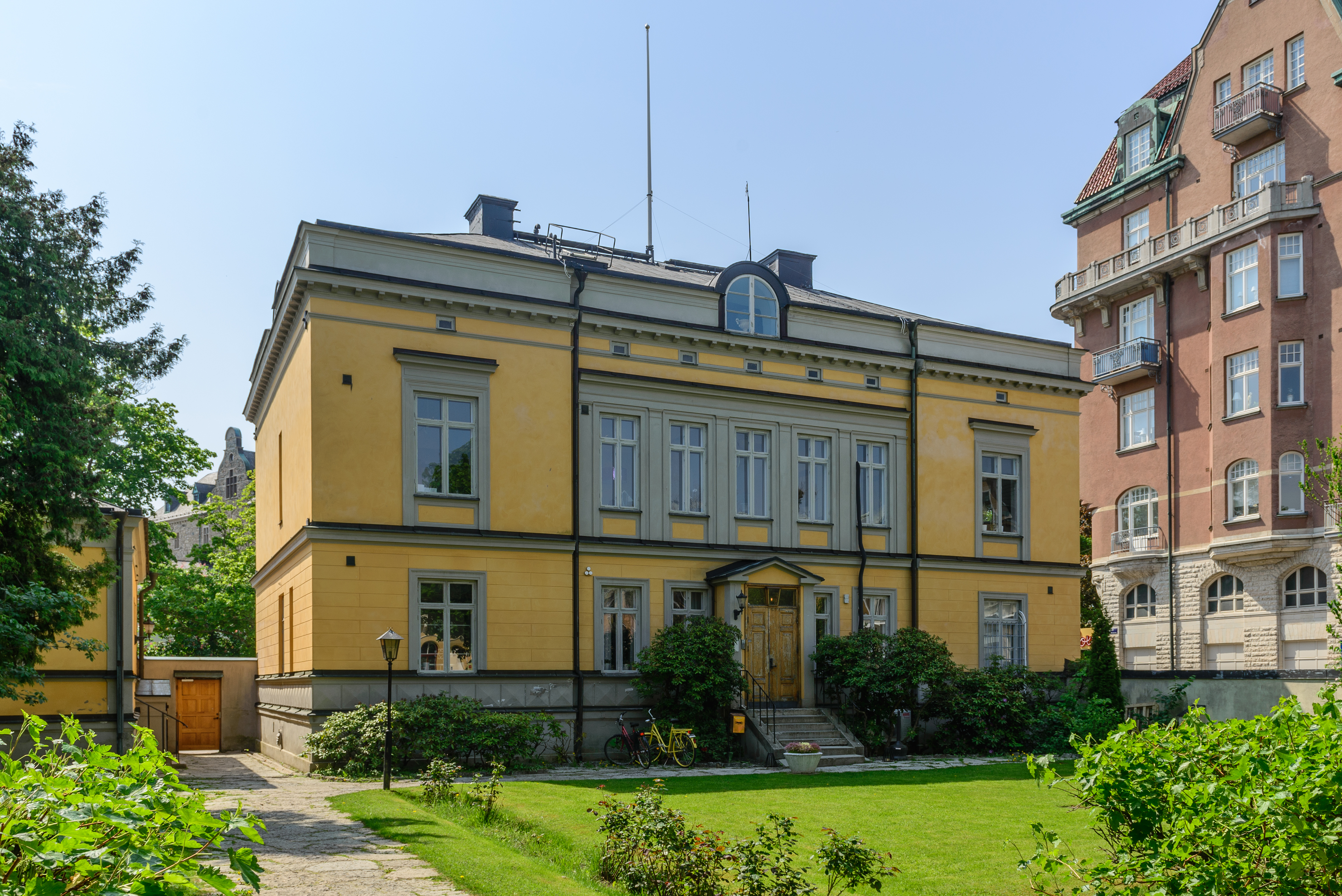
Vy från innergården av försvarsområdesstabens före detta stabsbyggnad på Olaigatan 21 i Örebro.
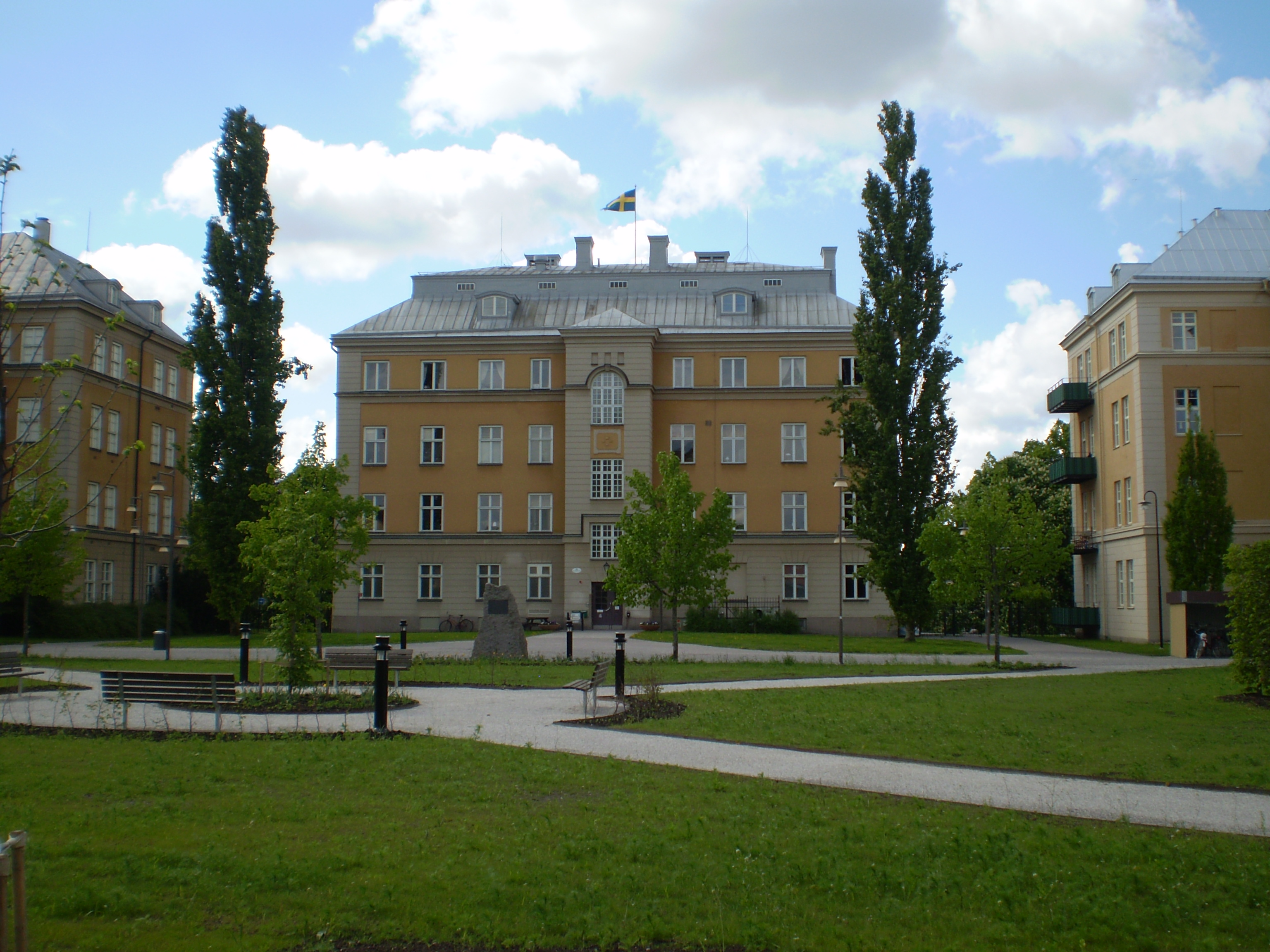
Kanslihuset vid Livregementets grenadjärer.
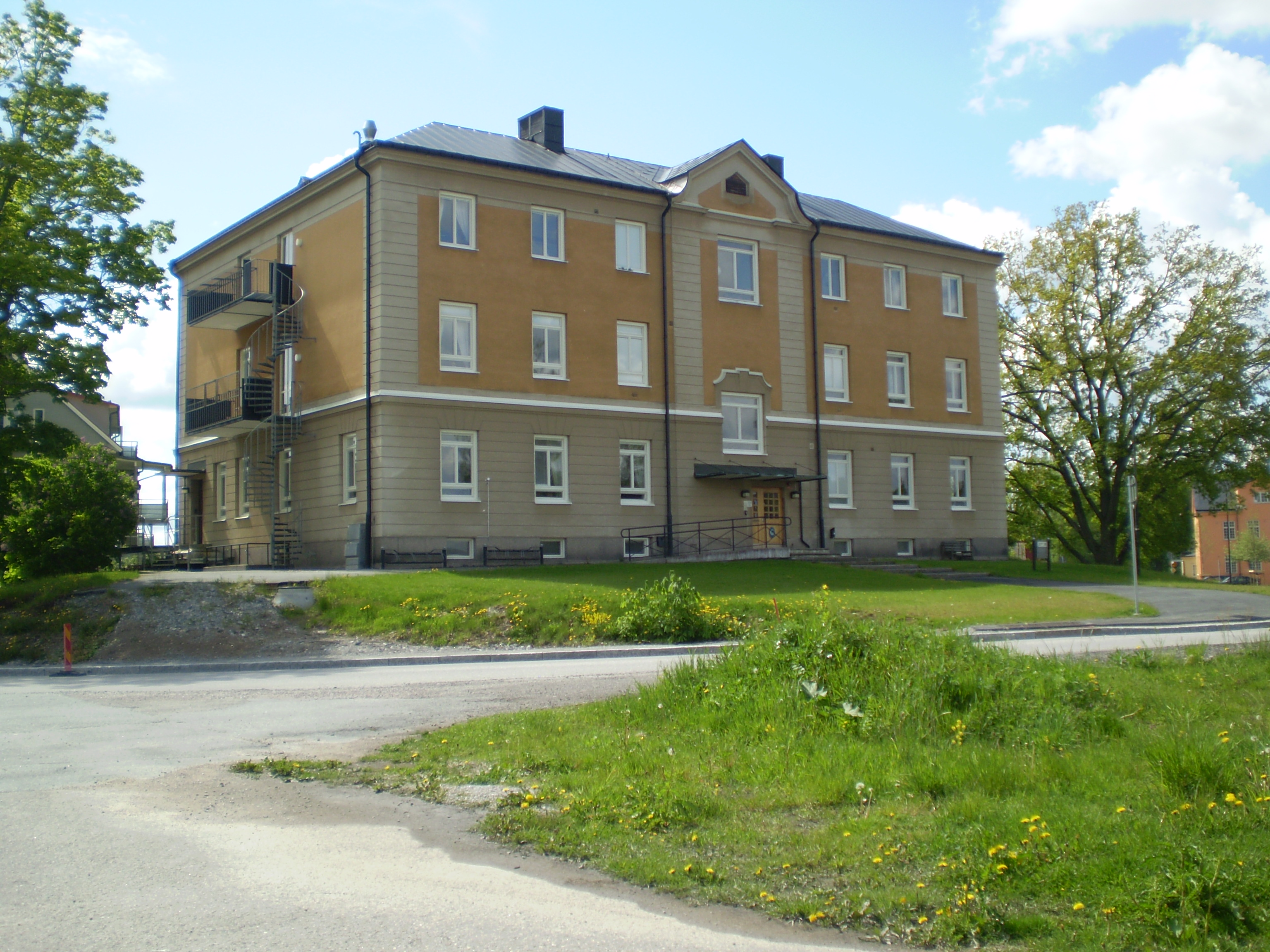
Sjukhusbyggnaden vid Livregementets grenadjärer.